# 48. pehotna brigada (ZDA)
48. pehotna brigada (izvirno angleško 48th Infantry Brigade) je bila pehotna brigada Kopenske vojske Združenih držav Amerike.

## Odlikovanja
- Predsedniška omemba enote
- Meritorious Unit Commendation
- Croix de Guerre s palmo
- Croix de Guerre
- Fourragère